# Lijst van rijksmonumenten in IJhorst
De plaats IJhorst telt 9 inschrijvingen in het rijksmonumentenregister. Hieronder een overzicht.
| Object | Oorspronkelijke functie? | Bouwjaar                       | Architect | Locatie        | Coördinaten?                  | Nr.?   | Afbeelding |
| --- | ------------------------ | ------------------------------ | --------- | -------------- | ----------------------------- | ------ | --- |
| Boerderij bestaande uit een schuur onder rieten wolfdak, waarvoor een woonhuis is aangebouwd met gepleisterde wanden, een ingezwenkt lijstgeveltje en een met pannen gedekt dak, alsmede het bakhuis | Boerderij                |                                |           | Kerkweg 1      | 52° 39' 47" NB, 6° 17' 6" OL  | 34490  | Meer afbeeldingen                                                                                               |
| Boerderij onder met pannen gedekt wolfdak | Boerderij                |                                |           | Kerkweg 3      | 52° 39' 48" NB, 6° 17' 6" OL  | 34491  | Boerderij onder met pannen gedekt wolfdak                                                                       |
| Boerderij onder met riet gedekt schilddak | Boerderij                |                                |           | Kerkweg 6      | 52° 39' 47" NB, 6° 17' 12" OL | 34492  | Boerderij onder met riet gedekt schilddak                                                                       |
| Pastorie | Kerkelijke dienstwoning  |                                |           | Kerkweg 8      | 52° 39' 48" NB, 6° 17' 14" OL | 34493  | Pastorie |
| Hervormde kerk | Kerk en kerkonderdeel    | 1823 16e/17e eeuw (inventaris) |           | Kerkweg 10     | 52° 39' 49" NB, 6° 17' 11" OL | 34494  | Meer afbeeldingen                                                                                               |
| Houten klokkenstoel | Vanwege onderdelen kerk  |                                |           | Kerkweg bij 10 | 52° 39' 50" NB, 6° 17' 11" OL | 34495  | Meer afbeeldingen                                                                                               |
| Boerderij onder met riet gedekt wolfdak | Boerderij                | midden 19e eeuw                |           | Kerkweg 12     | 52° 39' 49" NB, 6° 17' 9" OL  | 34496  | Boerderij onder met riet gedekt wolfdak                                                                         |
| Boerderij van het dwarshuistype opgetrokken in machinale baksteen | Boerderij                | 1880-1900                      |           | Heerenweg 5    | 52° 39' 44" NB, 6° 16' 29" OL | 508244 | Boerderij van het dwarshuistype opgetrokken in machinale baksteen                                               |
| Boerderij van het hallehuistype met krimpen, opgetrokken in baksteen onder met Hollandse pannen bedekt zadeldak                                                                                      | Boerderij                | 1850-1880                      |           | Heerenweg 5    | 52° 39' 44" NB, 6° 16' 30" OL | 508245 | Boerderij van het hallehuistype met krimpen, opgetrokken in baksteen onder met Hollandse pannen bedekt zadeldak |